# Liste der Monuments historiques in Cheveuges
Die Liste der Monuments historiques in Cheveuges führt die Monuments historiques in der französischen Gemeinde Cheveuges auf.

## Liste der Immobilien
| Bezeichnung    | Beschreibung                                       | Standort                     | Kennzeichnung | Schutzstatus | Datum | Bild           |
| -------------- | -------------------------------------------------- | ---------------------------- | ------------- | ------------ | ----- | -------------- |
| Kirche St-Rémi | ab dem 11. Jahrhundert; mit der Kirchenausstattung | Rue de la Belle Volée (Lage) | PA00078426    | Classé       | 1959  | weitere Bilder |

## Liste der Objekte
| Bezeichnung | Beschreibung               | Standort             | Kennzeichnung | Schutzstatus | Datum | Bild |
| ----------- | -------------------------- | -------------------- | ------------- | ------------ | ----- | ---- |
| Takenplatte | Gusseisen, bezeichnet 1574 | in der Mairie (Lage) | PM08000148    | Classé       | 1970  |      |